# Rezolucja Rady Bezpieczeństwa ONZ nr 1660
Rezolucja Rady Bezpieczeństwa ONZ nr 1660 została uchwalona 28 lutego 2006 podczas 5382. posiedzenia Rady.
Rezolucja zmienia artykuły 12 ("Skład izb") oraz 13 ("Sędziowe ad litem") statutu Międzynarodowego Trybunału Karnego dla Byłej Jugosławii. Jest to reakcja na sugestię przewodniczącego Trybunału, iż podczas najważniejszych procesów powinni być powoływani sędziowie rezerwowi.